# Klaas Dijkhoff
Klaas Henricus Dominicus Maria Dijkhoff (Soltau, 13 januari 1981) is een Nederlands voormalig politicus van de Volkspartij voor Vrijheid en Democratie (VVD). Van 2017 tot 2021 was hij fractievoorzitter van de VVD in de Tweede Kamer. Eerder was hij staatssecretaris van Veiligheid en Justitie (2015-2017) en korte tijd minister van Defensie (2017) in het kabinet-Rutte II.
Dijkhoff was 29 jaar toen hij in 2010 als lijsttrekker en fractievoorzitter van de VVD in de gemeenteraad van Breda begon. Datzelfde jaar werd hij voor het eerst gekozen in de Tweede Kamer. Vanaf 2013 legde hij zich volledig toe op de landelijke politiek: hij was campagneleider voor de VVD bij de Nederlandse gemeenteraadsverkiezingen 2014 en nam een jaar later een vrijgekomen post in binnen het kabinet-Rutte II, als staatssecretaris van Veiligheid en Justitie (2015-2017).
Als staatssecretaris speelde hij onder meer een hoofdrol in verdeling van grote aantallen vluchtelingen over Nederland tijdens de Europese vluchtelingencrisis in 2015. In de laatste weken van de kabinetstermijn verruilde hij het staatssecretariaat kortstondig voor het ministerschap, toen hij de voortijdig vertrokken Jeanine Hennis-Plasschaert (VVD) opvolgde als minister van Defensie.
Vanaf het aantreden van het kabinet-Rutte III leidde Dijkhoff de VVD-fractie in de Tweede Kamer. Nadat hij in oktober 2020 bekendmaakte dat hij na de Tweede Kamerverkiezingen 2021 de politiek ging verlaten, nam hij op 30 maart 2021 afscheid van de Tweede Kamer.
In mei 2021 werd bekend dat hij als toezichthouder zitting neemt in de raad van commissarissen van voetbalclub PSV.

## Achtergrond

### School en studie
Dijkhoff werd in Duitsland geboren waar zijn vader als beroepsmilitair gelegerd was bij NAVO-oefenterrein Bergen-Hohne. Na meerdere verhuizingen vestigde het gezin zich in Eindhoven. Dijkhoff doorliep het gymnasium op het Lorentz Casimir Lyceum te Eindhoven. Daarna studeerde hij rechten aan de Universiteit van Tilburg. Na deze studie afgerond te hebben in Internationaal en Europeesrechtelijke richting deed hij een onderzoeksmaster Grondslagen van het recht. Hiervoor slaagde hij cum laude. Daarop volgde een promotietraject waar Dijkhoff onderzoek deed naar het oorlogsrecht. Hij promoveerde op zijn proefschrift 'War, law and technology', dat hij verdedigde op 20 december 2010.

### Professionele loopbaan
Dijkhoff was tijdens zijn promotietraject docent rechten aan de Universiteit van Tilburg (2005-2009) en aan de Hogeschool Inholland (2009-2010). Daarnaast had hij een adviesbureau op juridisch en ICT-gebied.

## Politieke loopbaan
In 1998 werd Dijkhoff lid van de VVD op 17-jarige leeftijd. Binnen het bestuur van de afdeling VVD Breda vervulde hij achtereenvolgens de functies van secretaris (2007-2008) en vicevoorzitter (2008-2009). Van 2007 tot 2010 was hij lid van de Partijcommissie Defensie en van 2008 tot 2010 van de Partijraad.
In 2009 werd Dijkhoff gekozen als lijsttrekker voor de Bredase gemeenteraadsverkiezingen van 2010.

### Gemeenteraadslid
Met Dijkhoff als lijsttrekker werd de VVD in Breda met negen zetels de grootste partij bij de gemeenteraadsverkiezingen in 2010. Klaas Dijkhoff behaalde 8850 voorkeurstemmen en nam de rol van fractievoorzitter op zich. In februari 2013 besloot hij zijn raadszetel op te geven wegens zijn werkzaamheden in de Tweede Kamer.

### Tweede Kamerlid (2010-2015)

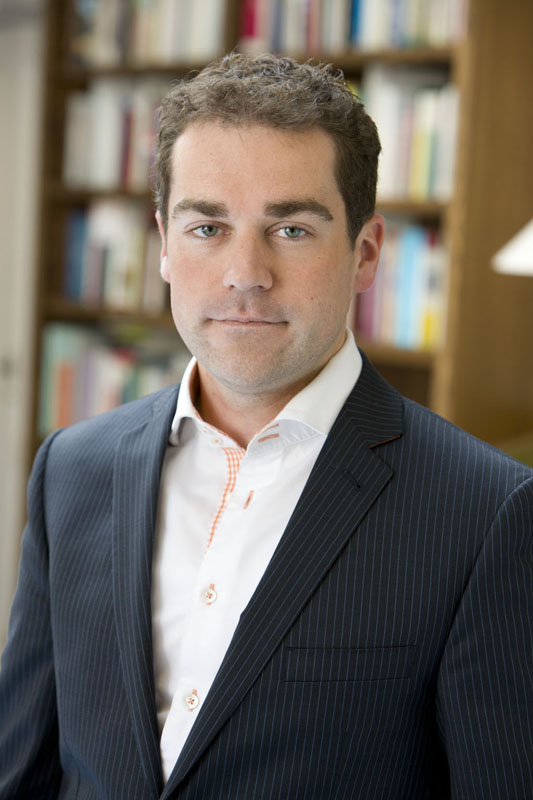
Dijkhoff trad in 2010 voor het eerst toe tot de Tweede Kamer.

In 2010 waren er naast gemeenteraadsverkiezingen ook Tweede Kamerverkiezingen. Dijkhoff maakte deel uit van de programmacommissie die het landelijke verkiezingsprogramma voor de VVD schreef. Hij stond op de 27e plaats van de VVD-kieslijst en behaalde 1985 voorkeurstemmen. De VVD behaalde 31 zetels, waarmee Dijkhoff verzekerd was van een zetel.
Dijkhoff hield zich in zijn begintijd als Kamerlid met name bezig met ontwikkelingssamenwerking en buitenlands beleid (onder meer mensenrechtenbeleid, internationale organisaties, non-proliferatie), later had hij Europese zaken in zijn portefeuille.
Het kabinet-Rutte I viel in april 2012. Er werden nieuwe verkiezingen uitgeschreven voor september 2012. Dijkhoff was weer verkiesbaar en hij steeg naar de 16e plaats van de VVD-lijst. Hij voerde een voorkeurscampagne en behaalde 3200 voorkeurstemmen.
Dijkhoff was tot zijn benoeming als staatssecretaris woordvoerder veiligheid, openbare orde en politie. In 2013 werd hij door de partij benoemd tot landelijk campagneleider voor de gemeenteraadsverkiezingen van 2014. Op 12 oktober 2017 kandideerde Dijkhoff zich voor het fractievoorzitterschap.
Dijkhoff kreeg in december 2010 Kamerbrede steun voor een motie waarin hij de regering opriep om de subsidieverlening te staken aan ontwikkelingsorganisaties die hun directeur een hoger salaris betalen dan 124.000 euro per jaar, het niveau van een directeur-generaal op een ministerie.
Een tweetal moties van Dijkhoff over de jihadistische strijd werden in mei 2013 in de Tweede Kamer aangenomen. Daarin werd opgeroepen het uitreizen vanuit Nederland naar gebieden waar een gewapende strijd woedt onmogelijk te maken en het Nederlanderschap te ontnemen van degenen die voor een terroristische organisatie gestreden hebben. Ook een voorstel van hem om de uitkering van jihadstrijders stop te zetten kon rekenen op een meerderheid.
Dijkhoff diende in juli 2013 een amendement in om het zich voordoen als een ander persoon strafbaar te stellen.

### Kabinet-Rutte II: staatssecretaris en minister (2015-2017)

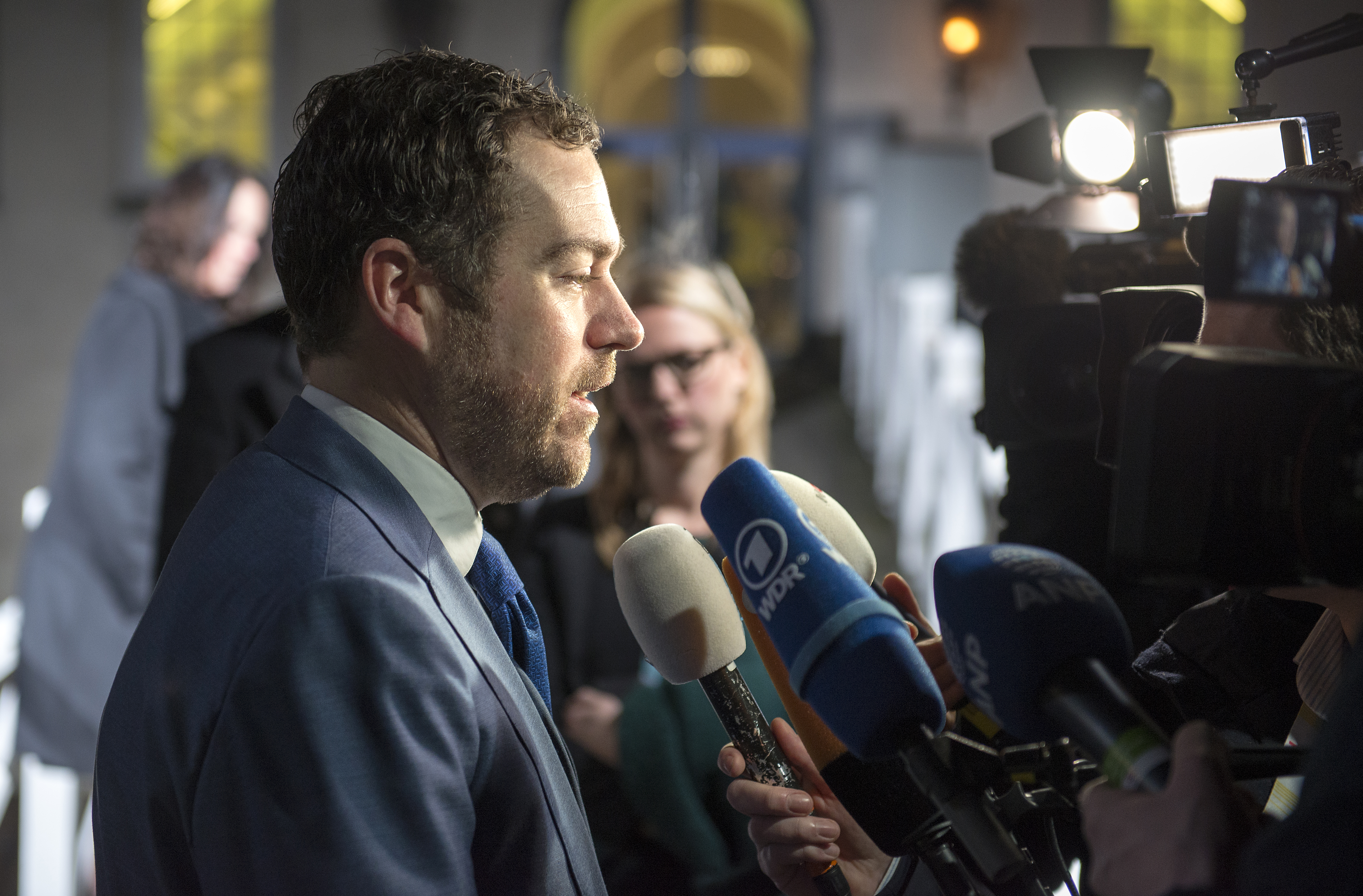
Dijkhoff, als staatssecretaris van Veiligheid en Justitie, bij het Scheepvaartmuseum in Amsterdam in 2016.

Op 20 maart 2015 werd Dijkhoff beëdigd tot staatssecretaris van Veiligheid en Justitie in het kabinet-Rutte II. Hij volgde hierin Fred Teeven op, die ontslag nam nadat was gebleken dat minister van Veiligheid en Justitie Ivo Opstelten de Tweede Kamer onjuist had geïnformeerd over de zogeheten Teevendeal.
Als staatssecretaris kreeg Dijkhoff al snel te maken met de gevolgen van de Europese vluchtelingencrisis: zo speelde hij een grote rol bij de verdeling van vluchtelingen over Nederlandse gemeenten en de snelle opbouw van nieuwe asielzoekerscentra.
Eind 2015 werd Dijkhoff door de parlementaire pers verkozen tot politicus van het jaar. Dijkhoff als demissionair VVD-staatssecretaris houdt vast aan de normen, die door een meerderheid van de Tweede Kamer zijn aangenomen wat betreft het Kinderpardon, waardoor ook kinderen die langer dan vijf jaar in Nederland zijn opgegroeid naar het geboorteland van een van de ouders worden teruggestuurd en is tegen verruiming van de normen.
In oktober 2016 werd bekend dat Dijkhoff een adviescollege zou instellen om te kijken naar de toekomst van de levenslange gevangenisstraf in Nederland. Deze straf betekent in Nederland ook daadwerkelijk levenslang, zonder vooruitzicht op een mogelijke terugkeer in de samenleving. Dijkhoffs besluit volgde na kritiek hierop van het Europees Hof voor de Rechten van de Mens en de Hoge Raad. Tevens gaf de staatssecretaris aan te gaan werken aan een wetswijziging.
Op 4 oktober 2017 werd hij voor een kortstondige periode minister van Defensie na het aftreden van Jeanine Hennis-Plasschaert. Het kabinet-Rutte II was op dat moment al demissionair in afwachting van het aantreden van het derde kabinet-Rutte, later die maand.

### Fractievoorzitter in de Tweede Kamer (2017-2021)
Na de kabinetsformatie in 2017 stelde Dijkhoff zich kandidaat voor het fractievoorzitterschap van de VVD in de Tweede Kamer. Hij was de enige kandidaat. Hoewel hij aanvankelijk de aandacht trok met een pleidooi voor harder integratiebeleid en voor matiging van het klimaatbeleid, werd zijn ideologische koers vaak geduid als een poging de VVD naar links of het politieke midden te trekken, weg van rechtsere partijen in het politieke spectrum.

### Vertrek uit de politiek
Dijkhoff werd vaak de 'kroonprins' van de VVD genoemd, om minister-president Mark Rutte als VVD-leider op te volgen. Vanaf eind 2019 werd wel wat getwijfeld aan zijn kansen, na ophef over de ontvangst van een onkostenvergoeding. In oktober 2020 maakte hij bekend, volgens velen verrassend, dat hij na de Tweede Kamerverkiezingen 2021 de politiek verlaat.
De (oud-)parlementair verslaggevers Ron Fresen en Wilma Borgman schrijven in 2024 in hun boek Het Raadsel Rutte, dat Rutte druk op Dijkhoff heeft uitgeoefend om zijn opvolger te worden bij de Kamerverkiezingen van 2021. Dijkhoff wilde dat niet vanwege zijn (jonge) gezin. "Hij zei: hoe kun je dat nou niet ambiëren? Je bent een politicus, dit is toch het hoogst haalbare. Als ik in de weg zit moet je het zeggen, dan moet ik gewoon opzij stappen," aldus Dijkhoff in het boek. Dijkhoff nam op 30 maart 2021 afscheid van de Tweede Kamer.
Nadat bij de kabinetsformatie in 2024 duidelijk werd dat Wilders geen premier zou worden, kwam Dijkhoff met 53% als favoriete premierskandidaat naar voren uit opiniepeiling van RTL Nieuws. "Ik ben zeker niet beschikbaar," verzekerde Dijkhoff daarop nog maar eens.

## Vervolg professionele loopbaan
Na zijn vertrek uit de Tweede Kamer werd Dijkhoff actief als ondernemer met een eigen adviesbureau. Verder is hij sinds 1 juli 2021 lid van de raad van commissarissen van PSV en sinds 6 maart 2024 lid van de raad van commissarissen van de Nederlandse Spoorwegen (NS). Bij de NS is hij commissaris namens de staat, de enige aandeelhouder.

## Podcast
In 2023 begon hij samen met oud-ChristenUnie-leider Gert-Jan Segers aan het maken van een politieke podcast over de politieke actualiteit.

## Trivia
- In de winter van 2016/2017 werd Dijkhoff in De slimste mens winnaar van het seizoen. In januari 2025 verloor hij de finale van de jubileumeditie van dat programma, in de laatste uitzending met presentator Philip Freriks en jurylid Maarten van Rossem.
- Dijkhoff was in 2019 als panellid te zien in de speciale aflevering van Ranking the Stars die binnen de oudejaarsaflevering van het programma Paul pakt uit! werd uitgezonden.
- Toen Mayke Nas als 'Componist des vaderlands' van 2016 tot 2018 ageerde tegen de ondermaatse beloning van musici, en haar compositie Stemmingsbel als substituut voor de bel die traditioneel de stemmingen in de Tweede Kamerlid inluidt, op 30 november 2017 symbolisch aan de Kamer werd aangeboden, kwam vooral de reactie van Klaas Dijkhoff in het nieuws. Hij noemde Nas' compositie "hoogpolig", en vond een "kratje bier" als honorering voor musici voldoende.
- In 2020 werd de Zwetsprijs aan hem toegekend.[37]
- In 2021 was Dijkhoff te zien in het Sinterklaasjournaal als de burgemeester van het fictieve dorp Lazerom.
- In 2024 was hij te zien in een reclamespot van biermerk Bavaria.[38]

## Persoonlijk
Dijkhoff is getrouwd en zijn vrouw en hij hebben twee dochters.
In september 2018 schreef hij op de website van de VVD een open brief aan aartsbisschop Wim Eijk, waarin hij liet weten zich uit te schrijven als lid van de Rooms-Katholieke Kerk. Op 19 september schreef mgr. De Korte, bisschop van 's-Hertogenbosch, een brief terug en nodigde Dijkhoff uit voor een gesprek. De dag erna zei Dijkhoff bij Pauw op een uitnodiging van Eijk in te gaan voor een gesprek.